# Geoffrey Rippon, Baron Rippon of Hexham

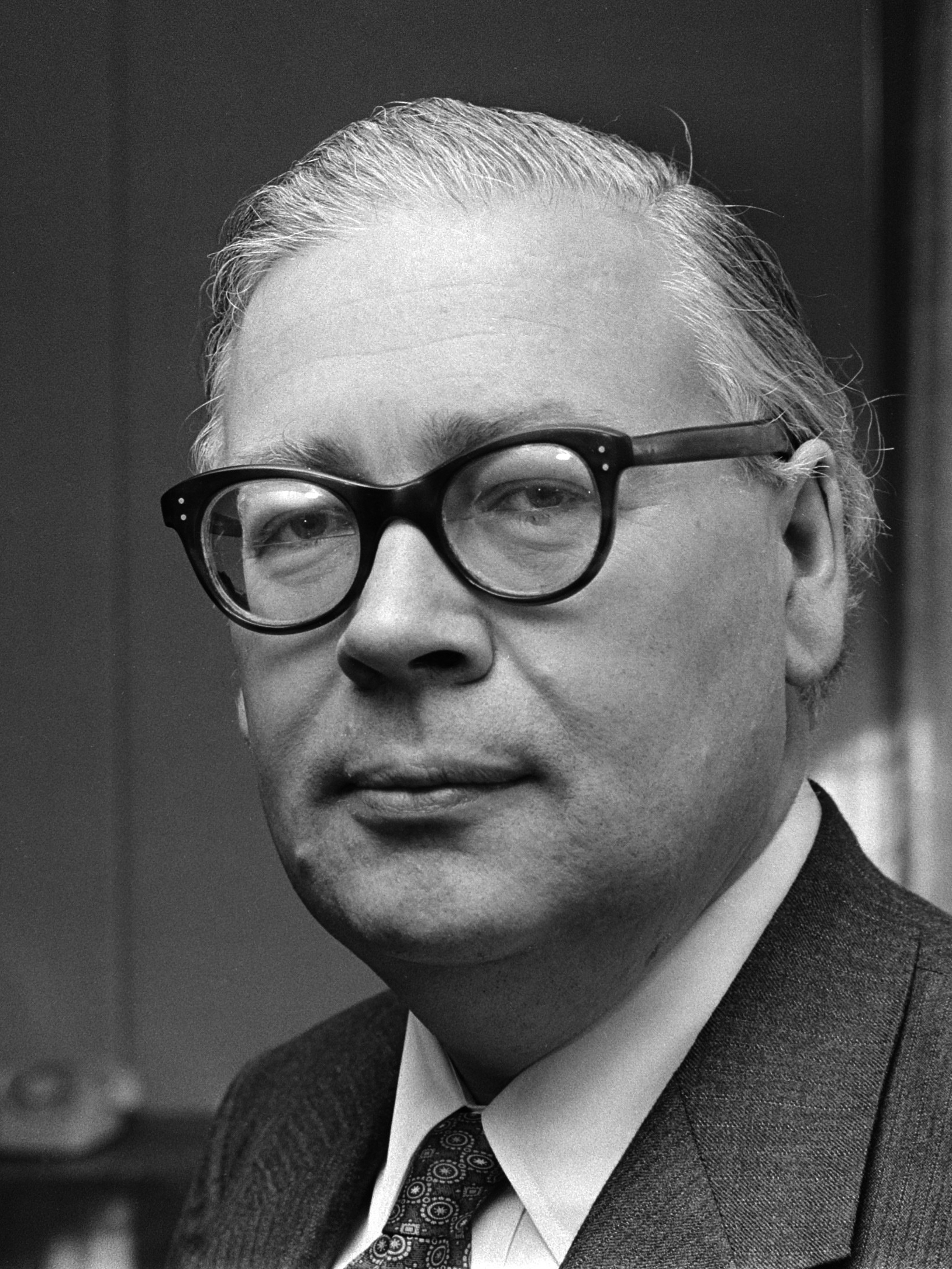
Geoffrey Rippon (1970)

Aubrey Geoffrey Frederick Rippon, Baron Rippon of Hexham PC QC (* 28. Mai 1924 in Surbiton, Surrey; † 28. Januar 1997 in Broomfield, Bridgwater, Somerset) war ein britischer Jurist und Politiker der Conservative Party, der mit Unterbrechungen 30 Jahre lang Abgeordneter des House of Commons sowie mehrmals Minister war. Nach seinem Ausscheiden aus dem House of Commons wurde er 1987 aufgrund des Life Peerages Act 1958 als Life Peer mit dem Titel Baron Rippon of Hexham in den Adelsstand erhoben und gehörte damit bis zu seinem Tod dem House of Lords als Mitglied an.

## Leben

### Studium, Rechtsanwalt und Kommunalpolitiker
Rippon absolvierte nach dem Besuch des renommierten King’s College Taunton ein Studium der Rechtswissenschaften am Brasenose College der University of Oxford. Während seines Studiums war er 1942 Vorsitzender der Oxford University Conservative Association sowie 1943 als Präsident der Federation of University Conservative Associations. Nach Kriegsende begann er noch in seiner Studienzeit sein politisches Engagement in der Kommunalpolitik, als er 1945 als Kandidat der Conservative Party zum Mitglied des Stadtrates von Surbiton gewählt wurde, dem er bis 1954 angehörte.
1948 erhielt er seine anwaltliche Zulassung bei der Anwaltskammer (Inns of Court) von Middle Temple und nahm anschließend eine Tätigkeit als Barrister auf. Für seine anwaltlichen Verdienste wurde er später zum Kronanwalt (Queen’s Counsel) ernannt.
Bei den Unterhauswahlen vom 23. Februar 1950 und vom 25. Oktober 1951 kandidierte Rippon für die konservativen Tories im Wahlkreis Shoreditch and Finsbury für ein Abgeordnetenmandat, unterlag aber jeweils Ernest Thurtle von der Labour Party deutlich mit 53,2 zu 18,6 Prozent (1950) beziehungsweise 72,6 zu 27,4 Prozent (1951). Darüber hinaus war er zwischen 1951 und 1952 als Bürgermeister von Surbiton und wurde danach zum Mitglied des London County Council (LCC) gewählt, in dem er bis 1964 die Interessen von Chelsea vertrat. Zeitweise war er dort Vorsitzender der Fraktion der Conservative Party.

### Unterhausabgeordneter und Juniorminister
Bei den Unterhauswahlen vom 26. Mai 1955 wurde Rippon erstmals zum Abgeordneten des House of Commons gewählt und vertrat in diesem bis zu den Wahlen vom 15. Oktober 1964 den Wahlkreis Norwich South. Zu Beginn seiner Laufbahn fungierte er zwischen 1956 und 1959 als Parlamentarischer Privatsekretär eines Ministers.
Am 22. September 1959 übernahm er sein erstes Amt als Juniorminister, und zwar als Parlamentarischer Sekretär im Luftfahrtministerium (Parliamentary Secretary for Aviation). Als solcher war er bis zum 9. Oktober 1961 einer der engsten Mitarbeiter der damaligen Luftfahrtminister Duncan Sandys beziehungsweise Peter Thorneycroft. Im Anschluss wechselte er als Parlamentarischer Sekretär in das Ministerium für Wohnungsbau und Kommunalverwaltung (Parliamentary Secretary to the Minister of Housing and Local Government) und war dort bis zum 16. Juli 1962 einer der engsten Mitarbeiter des damaligen Ministers für Wohnungsbau und Kommunalverwaltung, Charles Hill. In dieser Funktion konnte er auf seine langjährigen Erfahrungen in der Kommunalpolitik zurückgreifen.

### Minister in den Regierungen Macmillan und Douglas-Home sowie Wahlniederlage 1964
Am 16. Juli 1962 wurde Rippon von Premierminister Harold Macmillan als Nachfolger von John Hope zum Minister für Arbeiten (Minister for Works) ernannt, war als solcher aber nicht Mitglied des Kabinetts. Gleichwohl wurde er 1962 Mitglied des Privy Council.
Dies änderte sich erst nach dem Amtsantritt von Premierminister Alec Douglas-Home, der ihn am 20. Oktober 1963 zum Minister für öffentliche Bauwerke und Arbeiten (Minister of Public Building and Works) zum Kabinettsminister berief. Diesen Ministerposten bekleidete er bis zum Ende von Douglas-Homes Amtszeit am 16. Oktober 1964.
Zuvor hatte nicht nur die Conservative Party eine Niederlage gegen die oppositionelle Labour Party bei den Unterhauswahlen vom 15. Oktober 1964 erlitten, sondern auch Rippon selbst auch eine persönliche Niederlage in seinem Wahlkreis Norwich South. Er verlor sein Abgeordnetenmandat mit nur 611 Stimmen Unterschied an seinen Herausforderer Christopher Norwood von der Labour Party. Auf diesen entfielen 17.973  Stimmen (50,9 Prozent), während er selbst 17.362 Wählerstimmen (49,1 Prozent) bekam. Anschließend konzentrierte er sich wieder auf seine Arbeit als Rechtsanwalt.

### Wiederwahl ins Unterhaus und Minister in der Regierung Heath
Bei den Unterhauswahlen vom 31. März 1966 kandidierte Rippon erneut für die Conservative Party, wobei er diesmal als Nachfolger von Rupert Speir in dem traditionell eher konservativen Wahlkreis Hexham antrat. Diesen vertrat er bis zu seinem Verzicht auf eine erneute Kandidatur bei den Wahlen am 11. Juni 1987 im Unterhaus.
Als überzeugter Anhänger Europas und eines Beitritts Großbritanniens in die Europäische Gemeinschaft war Rippon von 1967 bis 1974 Vorsitzender der britischen Delegation bei der Parlamentarischen Versammlung des Europarates sowie bei der Westeuropäischen Union (WEU). Darüber hinaus gehörte er zwischen 1969 und 1970 dem Schattenkabinett seiner Partei als Schatten-Verteidigungsminister an.
Nach dem Wahlsieg der konservativen Tories bei den Unterhauswahlen vom 18. Juni 1970 wurde Rippon von Premierminister Edward Heath am 20. Juni 1970 zunächst zum Technologieminister (Minister of Technology) in dessen Regierung berufen. Als durch den unerwarteten Tod von Schatzkanzler Iain Macleod am 20. Juli 1970 bereits einen Monat nach dem Amtsantritt der Regierung Heath eine Kabinettsumbildung notwendig wurde, übernahm Rippon am 25. Juli 1970 vom neuen Schatzkanzler Anthony Barber das Amt als Chancellor of the Duchy of Lancaster, während John Davies ihm als Technologieminister folgte.
Im Rahmen einer neuerlichen Umbildung des Kabinetts Heath wurde Rippon am 5. November 1972 Nachfolger von Peter Walker als Umweltminister (Secretary of State for the Environment). Er behielt dieses Ministeramt bis zum Ende der Amtszeit von Heath am 4. März 1974 nach den verlorenen Unterhauswahlen vom 28. Februar 1974.

### Erneute Oppositionszeit und Oberhausmitglied
Nach der Wahlniederlage wurde Rippon von dem nunmehrigen Oppositionsführer Heath am 4. März in das Schattenkabinett der Conservative Party zum Schatten-Außenminister berufen. Dieses Amt übte er jedoch weniger als ein Jahr bis zum 11. Februar 1975 aus als Margaret Thatcher die Nachfolge Heaths als Vorsitzende (Leader) der konservativen Toris antrat. Im Anschluss zog er sich von politischen Spitzenpositionen zurück und verblieb als Hinterbänkler Mitglied des Unterhauses.
Rippon, der auch zu den führenden Mitgliedern des Conservative Monday Club gehörte, war zwischen 1979 und 1982 Präsident des Europäischen Dokumentations- und Informationszentrums (CEDI).
Nach seinem Verzicht auf eine erneute Kandidatur bei den Unterhauswahlen vom 11. Juni 1987 wurde Rippon durch ein Letters Patent vom 5. Oktober 1987 aufgrund des Life Peerages Act 1958 als Life Peer mit dem Titel Baron Rippon of Hexham, of Balmashannar in the Royal Burgh of Forfar, in den Adelsstand erhoben und gehörte damit bis zu seinem Tod dem House of Lords als Mitglied.
Darüber hinaus war er von 1986 und 1992 Direktor des von Robert Maxwell gegründeten Medienunternehmen Maxwell Communication Corporation (MCC). In diese Zeit fielen die Untersuchungen zur finanziellen Situation des Konzerns sowie zu den ungeklärten Todesumständen Maxwells. Durch die Käufe verschiedener Unternehmen und Verlage hatte das Medienunternehmen 1990 seine größte Ausdehnung erreicht, dabei jedoch auch stark verschuldet. Pergamon Press und Maxwell Directories musste Maxwell 1991 für 440 Millionen britische Pfund an Elsevier verkaufen, um laufende Kredite bedienen zu können. Robert Maxwell selbst verschwand 1991 auf nicht geklärte Weise nackt von seiner Yacht „Lady Ghislaine“ in ruhigem Wasser. Sein Leichnam wurde in der Nähe von Teneriffa von einem Spanier aus dem Meer geborgen.
Zuletzt war Baron Rippon seit 1994 Prokanzler der Universität London.
Aus seiner 1946 geschlossenen Ehe mit Ann Leyland gingen drei Töchter und ein Sohn hervor.